# Motor Action Football Club
Maillots
Le Motor Action Football Club  est un club zimbabwéen de football basé à Harare.

## Palmarès
- Championnat du Zimbabwe (1)
  - Champion : 2010

- Trophée de l'Indépendance (1)
  - Vainqueur : 2005